# Kriterium von Abel
Das Kriterium von Abel ist ein mathematisches Konvergenzkriterium für eine unendliche Reihe. Es gehört zur Gruppe der direkten Kriterien und wurde nach dem norwegischen Mathematiker Niels Henrik Abel (1802–1829) benannt.

## Abelsches Kriterium für Konvergenz
Die Reihe {\displaystyle \textstyle \sum _{k=1}^{\infty }a_{k}b_{k}} mit {\displaystyle a_{k},b_{k}\in \mathbb {R} } konvergiert, wenn {\displaystyle (a_{k})} von endlicher Variation und die Reihe {\displaystyle \textstyle \sum _{k=1}^{\infty }b_{k}} konvergent ist.
Im Reellen genügt die Forderung, dass {\displaystyle a_{k}} monoton ist und {\displaystyle \textstyle \lim _{k\to \infty }a_{k}\neq \pm \infty } gilt anstelle der endlichen Variation von {\displaystyle a_{k}}.

## Abelsches Kriterium für gleichmäßige Konvergenz
Seien
{\displaystyle A=(a_{n}\colon D\to \mathbb {R} )_{n=1,2,\ldots }}
und 
{\displaystyle B=(b_{n}\colon D\to \mathbb {R} )_{n=1,2,\ldots }}
auf dem Gebiet {\displaystyle D} definierte Funktionenfolgen.
{\displaystyle A} sei gleichmäßig beschränkt, die Folgen {\displaystyle (a_{n}(x))_{n=1,2,\ldots }} für jedes {\displaystyle x\in D} monoton und die Reihe
{\displaystyle \sum _{n=1}^{\infty }b_{n}(x)}
gleichmäßig konvergent, dann ist auch die Reihe
{\displaystyle \sum _{n=1}^{\infty }a_{n}(x)b_{n}(x)}
gleichmäßig konvergent.

## Anwendung in der Praxis
In der Praxis versucht man mit Hilfe des Abel-Kriteriums die einzelnen Summanden einer unendlichen Reihe so zu faktorisieren, dass aus einem der Faktoren eine bekannte konvergente Reihe und aus den anderen eine monoton fallende Folge von positiven Zahlen entsteht.